# Cross de las Naciones

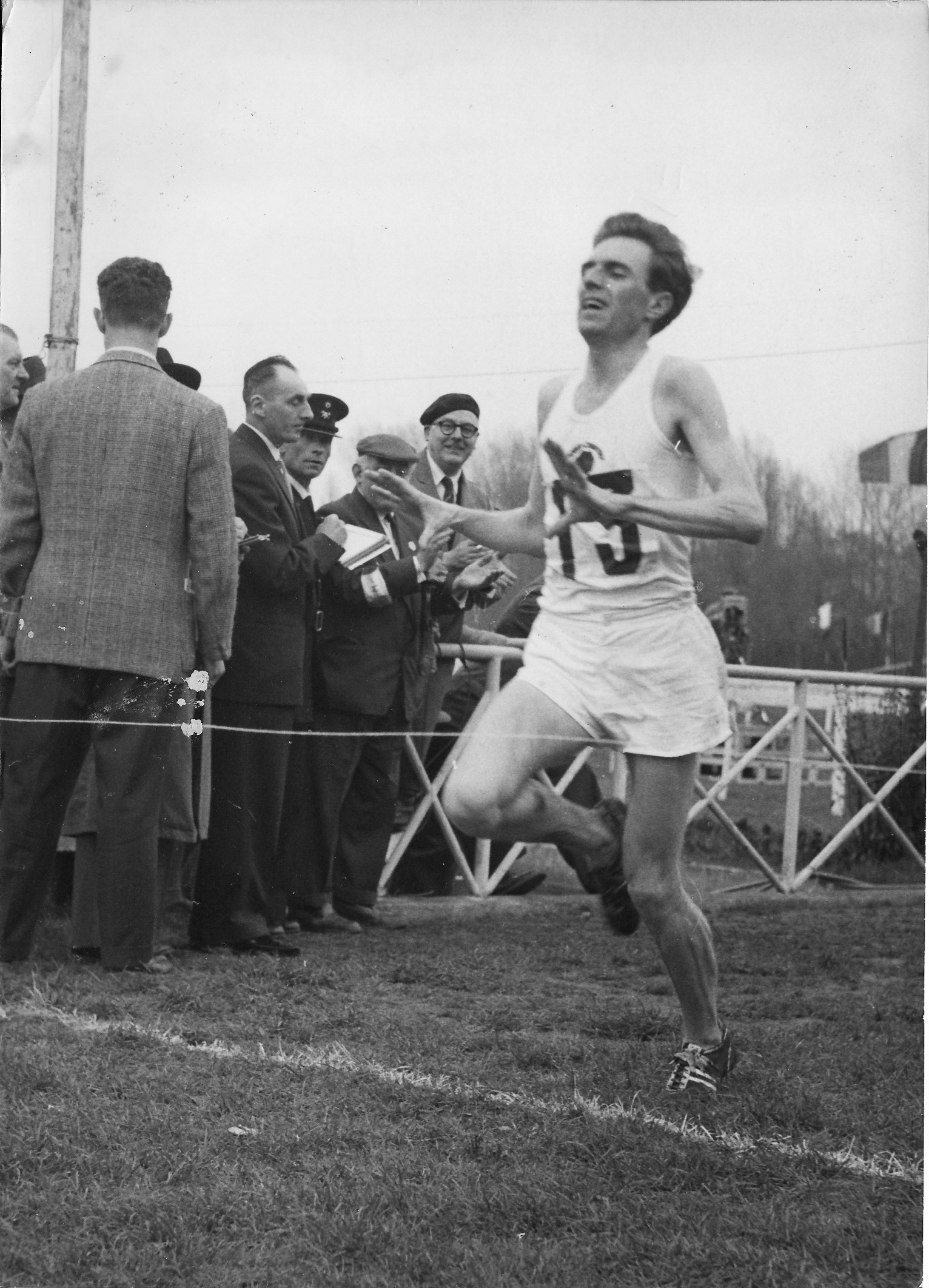
El inglés Frank Sando cruzando la meta en la edición de 1957 en Waregem, donde logró su segunda victoria.

El Cross de las Naciones fue un campeonato internacional de atletismo, en la modalidad de campo a través, que se disputó anualmente entre 1903 y 1972, cuando fue sustituido por el Campeonato Mundial de Campo a Través.

## Historia
La carrera nació como una competición entre los cuatro países constituyentes del Reino Unido de Gran Bretaña e Irlanda: Escocia, Gales, Inglaterra e Irlanda. La primera edición, con un recorrido de 12,9 km, se disputó el 28 de marzo de 1903 en la localidad escocesa de Hamilton. El inglés Alfred Shrubb se proclamó campeón con un tiempo de 46'23", por delante de su compatriota Tom Edwards (46'57") y del irlandés Jack Daly (47'11"). Los ingleses lograron también la victoria por equipos en esta edición inaugural.
El crecimiento internacional de la prueba se inició en 1907 con la entrada de Francia, que se convirtió en el primer país no británico en participar. Un año más tarde la capital francesa, París, acogió la primera edición de la prueba disputada fuera de las islas británicas. En 1911 el marsellés Jean Bouin se convirtió en el primer atleta no inglés en lograr la victoria, revalidando el título los dos años siguientes.
Tras la pausa forzada por la Primera Guerra Mundial, entre 1915 y 1919, en los años 1920 la prueba continuó su crecimiento internacional con la entrada de atletas de otros países europeos. Bélgica entró en 1923 y en 1929 el número de equipos participantes alcanzó la decena con la incorporación de España, Italia, Luxemburgo y Suiza. En 1958 Túnez se convirtió en el primer equipo africano en participar en el Cross de la Naciones, aunque en realidad ya hacía varios años que los atletas africanos, especialmente magrebíes, venían tomando parte en la prueba a través de equipos europeos, en ocasiones con notable éxito como el francés de origen argelino Alain Mimoun.
En 1961 se introdujo una categoría para atletas menores de 21 años, aunque con anterioridad, en 1940, ya se había disputado una prueba júnior sin carácter oficial. Del mismo modo, entre 1931 y 1957 se disputaron, de forma ocasional, carreras en categoría femenina, sin carácter oficial. La participación de mujeres en la prueba no fue formalmente aceptada hasta la edición de 1967.
En 1971 la Unión International de Campo a Través (ICCU) transfirió la organización de la prueba a la Federación Internacional de Atletismo Amateur (IAFF), quien puso fin la histórica competición tras su 59ª edición, disputada en 1972, para poner en marcha el nuevo Campeonato Mundial de Campo a Través.

## Palmarés
El inglés Jack Holden, el belga Gaston Roelants y el francés de origen argelino Alain Mimoun ostentan el récord de victorias, con cuatro cada uno. En el palmarés de la prueba figuran otros nombres destacados de la historia del atletismo, como los campeones olímpicos Archie Robertson (1908), Joseph Guillemot (1922), Mohammed Gammoudi (1968) o el plusmarquista mundial de maratón Basil Heatley (1961), entre otros. Por equipos, Inglaterra fue la gran dominadora histórica de la prueba, con 42 victorias en 59 ediciones.
En categoría femenina la gran dominadora de la competición fue la estadounidense Doris Brown, que se impuso en cinco de las siete ediciones disputadas. El equipo femenino inglés fue también el gran dominador de la prueba, con cuatro triunfos.